# Pallacanestro Varese
Pallacanestro Varese je profesionální italský basketbalový klub hrající italskou nejvyšší soutěž basketbalu. Klub vznikl v roce 1945. V domácím basketbalovém mistrovství získal 10 titulů mistra Itálie v letech 1961-1999. Čtyřikrát vyhrál Italský basketbalový pohár a jedenkrát - v roce 2000 italský Superpohár.
Zúčastnil 14 ročníků Poháru evropských mistrů (1961-2001) a kvalifikace do Euroligy (2014), má na svém kontě 10 účastí ve finále, z toho pět vítězství (1970, 1972, 1973, 1975, 1976) a 5 dalších účastí v semifinále. Zúčastnil se 11 ročníků světové soutěže FIBA Intercontinental Cup, sedmkrát hrál ve finále a třikrát se stal vítězem poháru (1966, 1970, 1973).
Čtyřikrát startoval v FIBA Poháru vítězů pohárů resp. Europské lize, z toho v roce 1980 byl vítězem soutěže, 1967 skončil druhý a dvakrát hrál semifinále. Jedenáctkrát (1981-98) hrál ve FIBA Poháru Korač, získal 2. místo v roce 1985 a probojoval se do semifinále v roce 1986. Sportovními výsledky patřil zejména v 60. a 70. letech mezi nejúspěšnější basketbalové kluby Evropy.

## Seznam největších úspěchů klubu

### Domácí basketbalové soutěže
- Mistrovství Itálie - 10 titulů mistra (1961, 1964, 1969, 1970, 1971, 1973, 1974, 1977, 1978, 1999)
- Italský basketbalový pohár - 4× vítěz (1969, 1970, 1971, 1973)
- Italský Superpohár - 1× vítěz (2000)

### Mezinárodní poháry klubů
- FIBA Intercontinental Cup [pozn. 1]
  - účast: 11 ročníků - 3× vítěz poháru (1966, 1970, 1973), 4× 2. místo (1967, 1974, 1976, 1977), 3. místo (1979), 4. místo (1978), 5. místo (1975)
- Pohár evropských mistrů (PEM) & Euroliga
  - účast 4 ročníky Poháru evropských mistrů (1961-2001) a v kvalifikaci do Euroligy 2014
  - 5× vítěz PEM (1970, 1972, 1973, 1975, 1976), 5× finalista - 2. místo (1971, 1974, 1977, 1978, 1979), semifinále (1965), 2× osmifinále (1962, 1989), 1/16 skupina (2000), kvalifikace do Euroligy 2014 (2 zápasy)
- ULEB Eurocup
  - účast 4 ročníky - 2× čtvrtfinále (2003, 2004), osmifinále (2005), 6. místo ve skupině C základní části (2014)
- FIBA Pohár vítězů pohárů & Evropská liga
  - účast 4 ročníky - vítěz poháru (1980), 2. místo (1967) a 2× v semifinále (1967, 1981)
- FIBA Pohár Korač
  - účast 11 ročníků - 2. místo (1985), semifinále (1986), čtvrtfinále (1996), 4× ve čtvrtfinálové skupině (1982, 1984, 1987, 1989), osmifinále (1998), v osmifinálové skupině (1991), 1/16 (1997), 2. kolo (1988)